# Rheydt
Rheydt ist ein Stadtteil der kreisfreien Stadt Mönchengladbach. Bis 1929 und von 1933 bis 1974 war Rheydt eine eigenständige Stadt in der Rheinprovinz und Nordrhein-Westfalen. Zum 1. Januar 1975 wurde die Stadt Rheydt durch das Düsseldorf-Gesetz im Zuge der Gebietsreform in Nordrhein-Westfalen mit der Stadt Mönchengladbach und der Gemeinde Wickrath zur heutigen Stadt Mönchengladbach vereinigt. 

## Geschichte

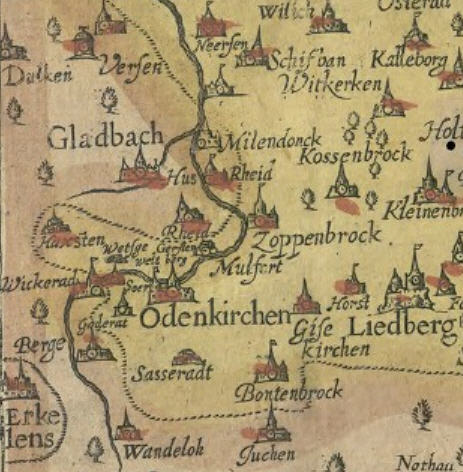
Landkarte von 1620 – korrekt verzeichnet Rheydt (Rheid), auf früheren Karten mit Giesenkirchen verwechselt, sowie Schloss Rheydt (Hus Rheid)

Früheres Wappen der Stadt Gladbach-Rheydt, Verwendung: 21. Juni 1932 bis 31. Juli 1933

Zwischen 985 und 999 tauschten die Bistümer Köln und Lüttich mehrere Pfarreien, darunter die parochiam Reithe, untereinander aus. Die Herkunft des Namens ist ungewiss, leitet sich aber möglicherweise vom althochdeutschen riuti (roden) ab. Das Gebiet am Niederrhein wurde ursprünglich keltisch besiedelt, in römischer Zeit ist ebenfalls eine Besiedlung nachgewiesen. Zu dieser Zeit war der germanische Stamm der Ubier hier von den Römern angesiedelt worden.
Rheydt gehörte gegen Ende des 14. Jahrhunderts zum Herzogtum Jülich-Berg, zuvor regierten die Markgrafen Walram von Jülich (1277–1297), Gerhard VII. von Jülich (1297–1328) und Wilhelm VI. von Jülich (1328–1356). 1348 kommt das Herzogtum Berg zu Jülich. Danach entwickelte sich Rheydt zur Unterherrschaft mit eigener Verwaltung.
Im 18. Jahrhundert gehörte Rheydt zum Herzogtum Jülich. 1794 kam Rheydt unter französische Herrschaft und bildete nun eine Mairie nach französischem Vorbild im Kanton Odenkirchen, der zum Arrondissement Krefeld des Rur-Departements gehörte. Nachdem 1814 der gesamte Niederrhein auf dem Wiener Kongress dem Königreich Preußen zugeschlagen wurde, kam Rheydt 1816 im Zuge der Preußischen Verwaltungsorganisation zum neuen Kreis Gladbach in der Provinz Jülich-Kleve-Berg, der späteren Rheinprovinz. Aus der Mairie Rheydt der Franzosenzeit wurde die preußische Bürgermeisterei Rheydt.
Seit 1827 Titularstadt, erhielt Rheydt 1856 die Rheinische Städteordnung und damit das volle Stadtrecht. Am 1. April 1907 wurde Rheydt eine kreisfreie Stadt (Stadtkreis) im preußischen Regierungsbezirk Düsseldorf. Die Stadt beherbergte 1919 ein Amtsgericht, eine Oberrealschule mit Reformgymnasium, ein Lyzeum, ein Lehrerseminar, eine Handels- und Gewerbeschule für Mädchen sowie Textil-, Eisen- und Papierindustrie und Kabelwerke.
Am 1. August 1929 wurde Rheydt mit der kreisfreien Stadt München-Gladbach, der Stadt Odenkirchen (Stadtrechte seit 1856) sowie den Gemeinden Giesenkirchen und Schelsen zur kreisfreien Stadt Gladbach-Rheydt vereinigt, jedoch bereits 1933 auf Veranlassung des aus Rheydt stammenden damaligen Reichspropagandaministers Joseph Goebbels wieder getrennt. Danach umfasste das Rheydter Stadtgebiet die Orte Rheydt, Odenkirchen, Giesenkirchen und Schelsen.
Der Wiederaufbau der stark zerstörten Innenstadt erfolgte nach Plänen des Architekten und Architekturpublizisten Alfons Leitl. Ein besonders prägnantes Element dieser Wiederaufbauplanung ist die Kammbebauung an der Hauptstraße.
Nach dem Zweiten Weltkrieg wurde 1947 in Rheydt der Deutsche Werkbund neu gegründet. Die von Hans Schwippert organisierte Veranstaltung wurde mit dem Rheydter Manifest abgeschlossen.
Am 12. September 1968 überschritt die Einwohnerzahl die Marke von 100.000, und Rheydt wurde damit zur Großstadt. Doch 1974 fiel die Einwohnerzahl wieder unter diese Schwelle. Am 1. Januar 1975 wurde Rheydt schließlich nach Mönchengladbach eingemeindet.
Zu den Religionen in Rheydt siehe den Artikel Mönchengladbach (Religion).

### Einwohnerentwicklung
Die folgende Übersicht zeigt die Einwohnerzahlen nach dem jeweiligen Gebietsstand. Bis 1833 handelt es sich meist um Schätzungen, danach um Volkszählungsergebnisse (¹) oder amtliche Fortschreibungen der jeweiligen Statistischen Ämter beziehungsweise der Stadtverwaltung selbst.
Die Angaben beziehen sich ab 1843 auf die Ortsanwesende Bevölkerung, ab 1925 auf die Wohnbevölkerung und seit 1987 auf die Bevölkerung am Ort der Hauptwohnung. Vor 1843 wurde die Einwohnerzahl nach uneinheitlichen Erhebungsverfahren ermittelt.
| Zeit / Datum   | Einw.  |
| -------------- | ------ |
| 1532           | 650    |
| 1794           | 2.776  |
| 1804           | 2.743  |
| 1830           | 2.200  |
| 3. Dez. 1849 1 | 8.189  |
| 3. Dez. 1861 1 | 10.200 |
| 3. Dez. 1864 1 | 11.400 |
| 3. Dez. 1867 1 | 12.200 |
| 1. Dez. 1871 1 | 13.766 |
| 1. Dez. 1875 1 | 15.835 |
| 1. Dez. 1880 1 | 19.100 |

| Zeit / Datum    | Einw.  |
| --------------- | ------ |
| 1. Dez. 1885 1  | 22.658 |
| 1. Dez. 1890 1  | 26.830 |
| 2. Dez. 1895 1  | 30.102 |
| 1. Dez. 1900 1  | 34.036 |
| 1. Dez. 1905 1  | 40.149 |
| 1. Dez. 1910 1  | 43.999 |
| 1. Dez. 1916 1  | 38.468 |
| 5. Dez. 1917 1  | 37.657 |
| 8. Okt. 1919 1  | 42.821 |
| 16. Juni 1925 1 | 45.095 |
| 16. Juni 1933 1 | 77.261 |

| Zeit / Datum    | Einw.   |
| --------------- | ------- |
| 17. Mai 1939 1  | 77.339  |
| 31. Dez. 1945   | 65.755  |
| 29. Okt. 1946 1 | 68.921  |
| 13. Sep. 1950 1 | 78.302  |
| 25. Sep. 1956 1 | 89.029  |
| 06. Juni 1961 1 | 94.004  |
| 31. Dez. 1965   | 98.862  |
| 27. Mai 1970 1  | 100.077 |
| 31. Dez. 1974   | 99.963  |

Anmerkungen:
- Im Jahre 2000 hatte Rheydt (ohne die bis einschließlich 1974 zu Rheydt gehörigen Orte Odenkirchen, Giesenkirchen und Schelsen) insgesamt 66.283 Einwohner. Diese verteilten sich wie folgt:
  - Rheydt-Mitte 42.206 (mit Schloss Rheydt 29, Bonnenbroich-Geneicken 7.015, Rheydt 12.535, Mülfort 9.788, Heyden 8.382, Geistenbeck 4.457)
  - Rheydt-West 24.077 (mit Pongs 2.088, Schrievers 7.784, Grenzlandstadion 3.003, Schmölderpark 7.446, Hockstein 3.756)

## Politik
An der Spitze der Gemeinde Rheydt standen nach der gutsherrlichen Verfassung die Gerichtsschöffen und die Vorsteher der sechs zur Gemeinde gehörigen Honnschaften. Sie vertraten die Gemeinde Rheydt gegenüber dem Landesherrn. In französischer Zeit, ab 1794, gab es drei Mitglieder der Munizipalität. In preußischer Zeit leitete ein Bürgermeister die Stadtverwaltung, der nach 1889 meist den Titel Oberbürgermeister trug. Ihm stand ein Rat zur Seite.
Während der Zeit der Nationalsozialisten wurde der Oberbürgermeister von der NSDAP ernannt. Nach dem Zweiten Weltkrieg setzte die Militärregierung der Britischen Besatzungszone Carl Marcus als neuen Oberbürgermeister ein. Marcus arbeitete ab 1938 als Sekretär des Geheimdienstlers Kurt Jahnke. Nach seiner Zeit beim Büro Jahnke, einem privaten Nachrichtendienst, der unter der Schirmherrschaft von Rudolf Heß arbeitete und 1941 mutmaßlich an den Vorbereitungen für dessen Flug nach Schottland beteiligt war, wurde er später deutsch-britischer Doppelagent mit dem MI6-Decknamen Dictionary. 1947 wurde kolportiert, dass Marcus die Rennstrecke Grenzlandring entdeckt habe. Nach seinem Ausscheiden aus dem Amt 1948 nahm er neue Aufgaben im kulturpolitischen Bereich wahr. 1946 führte sie die Kommunalverfassung nach britischem Vorbild ein; danach gab es einen vom Volk gewählten Rat der Stadt, dessen Mitglieder man als Stadtverordnete bezeichnet. Der Rat wählte anfangs aus seiner Mitte den Oberbürgermeister als Vorsitzenden und Repräsentanten der Stadt, welcher ehrenamtlich tätig war. Des Weiteren wählte der Rat ab 1946 einen ebenfalls hauptamtlichen Oberstadtdirektor als Leiter der Stadtverwaltung. Dieser Verwaltungsaufbau bestand bis zur kommunalen Neugliederung am 1. Januar 1975.

### Bürgermeister bzw. Oberbürgermeister 1808–1974

#### Bürgermeister (und Oberbürgermeister) der Stadt Rheydt
- 1808–1823: Dietrich Lenssen
- 1823–1857: Johann David Büschgens
- 1857–1877: Carl Theodor von Velsen
- 1877–1893: Emil Pahlke (ab 1889 Oberbürgermeister)
- 1893–1901: Wilhelm Strauß (ab 1897 Oberbürgermeister)
- 1901–1905: Karl Tettenborn (Oberbürgermeister)

#### Oberbürgermeister des Stadtkreises / der kreisfreien Stadt Rheydt
- 1906–1920: Paul Lehwald (ab 1909 Oberbürgermeister)
- 1920–1929: Oskar Graemer
- 1929–1930: Franz Gielen (ab 1. Juli 1929 kommissarischer Oberbürgermeister von Gladbach-Rheydt)
- 1930–1933: Johannes Handschumacher, Zentrum (Oberbürgermeister von Gladbach-Rheydt)
- 1933–9999: Wilhelm Pelzer, NSDAP (kommissarisch)
- 1933–1936: Edwin Renatus Hasenjaeger, DNVP, dann parteilos
- 1936–1940: Heinz Gebauer, NSDAP
- 1940–1945: Alexander Doemens
- 1945–9999: Heinrich Vogelsang (parteilos)
- 1945–9999: August Brocher (Zentrum)
- 1945–1948: Carl Marcus (CDU)
- 1948–1950: Heinrich Pesch (CDU)
- 1950–1956: Johannes Scheulen (CDU)
- 1956–1961: Wilhelm Schiffer (SPD)
- 1961–1963: Friedrich Hinnah
- 1963–1964: Fritz Rahmen (CDU)
- 1964–1969: Wilhelm Schiffer (SPD, ab 1969 FWGWS) (zum zweiten Mal)
- 1969–1974: Fritz Rahmen (CDU) (zum zweiten Mal)

### Oberstadtdirektoren 1946–1974
- 1946–9999: Ernst Alex
- 1946–1949: Heinrich Raskin
- 1949–1950: Peter Heck
- 1950–1956: Carl Rüther
- 1956–1968: Josef Orth
- 1968–1974: Helmut Freuen

### Wappen
| Wappen von Rheydt | Blasonierung: „Über gekürzter, eingebogener silberner (weißer) Spitze, darin ein schwarzes Tatzenkreuz, geviert; 1 und 4 elfmal geteilt von Gold (Gelb) und Rot, 2 und 3 in Gold (Gelb) ein durchgehendes schwarzes Kreuz; im Oberwappen eine goldene (gelbe) dreitürmige Mauerkrone.“ |
| Wappen von Rheydt | Wappenbegründung: Das seit 1890 genutzte Wappen wurde 1896 vom preußischen König Wilhelm II. genehmigt. Das Tatzenkreuz entstammt einem Schöffensiegel aus dem 15. Jahrhundert. Der elfmalig geteilte Schild ist an das Wappen der Herren von Heppendorf angelehnt, welche ursprünglich über das Stadtgebiet herrschten. Das Balkenkreuz im goldenen Schild entstammt dem Wappen der Herren von Bylandt-Rheydt, die seit 1500 über Rheydt herrschten und von 1552 bis 1591 die Stadt reichsunmittelbar machen konnten. Die Mauerkrone symbolisiert das Stadtrecht. |

## Verkehr

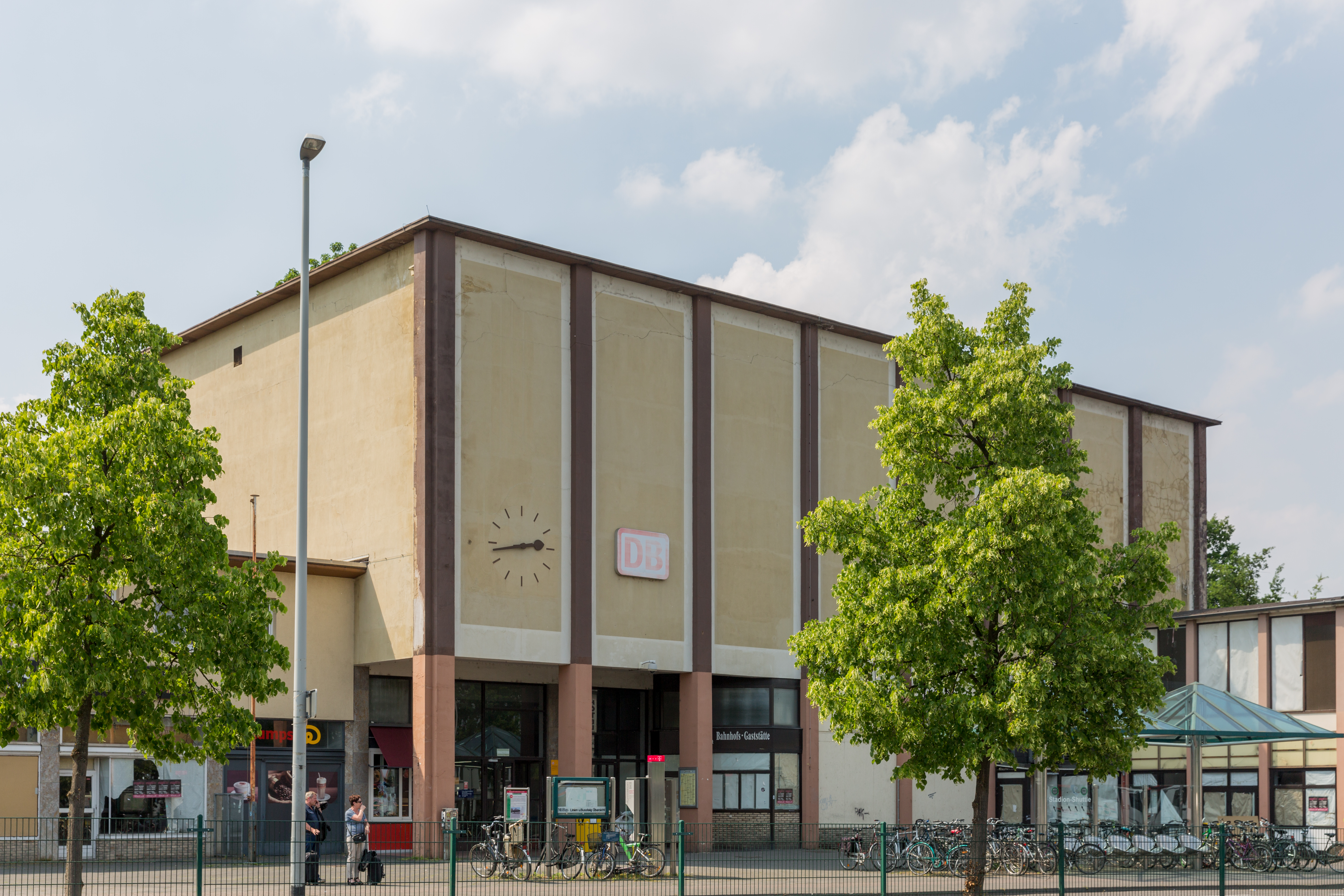
Hauptbahnhof Rheydt

Ab 1956 gab es das Kfz-Unterscheidungszeichen RY der kreisfreien Stadt Rheydt. Im Zuge der Gebietsreform in NRW wurde Rheydt im Jahre 1975 in die Stadt Mönchengladbach eingemeindet und mit dem Verlust ihrer Unabhängigkeit verlor sie auch das eigene Kfz-Kennzeichen. 2010 waren noch 150 Fahrzeuge mit RY angemeldet. Eine Wiedereinführung des Unterscheidungszeichens wurde zuletzt 2016 abgelehnt.
Im Kern der alten Stadt Rheydt befinden sich zwei Bahnhöfe, Rheydt Hauptbahnhof und Rheydt Güterbahnhof. Letzterer wird jedoch nur noch zum Abstellen von Güterzügen, Sonderzügen zu Fußballspielen im Borussia-Park und von Zügen für das Prüfcenter Wegberg-Wildenrath genutzt. Trotz der Eingliederung in die Stadt Mönchengladbach im Jahr 1975 wurde der Hauptbahnhof nicht umbenannt, so dass Mönchengladbach als deutschlandweit einzige Stadt zwei Hauptbahnhöfe hat.
Diese beiden Rheydter Bahnhöfe liegen an der Bahnstrecke Aachen–Mönchengladbach und dem im Hauptbahnhof beginnenden Eisernen Rhein, der bis zum Güterbahnhof parallel zur Strecke nach Aachen verläuft. Außerdem beginnt am Hauptbahnhof auch die Bahnstrecke Rheydt–Köln-Ehrenfeld.
Ein weiterer Personenbahnhof im Gebiet der ehemaligen Stadt Rheydt ist der Bahnhof Rheydt-Odenkirchen, der sich an der Strecke nach Köln befindet. Bis in die 1980er Jahre verlief zwischen dem Bahnhof Rheydt-Odenkirchen und Mönchengladbach Hauptbahnhof auf einer zur Strecke zwischen Mönchengladbach Hauptbahnhof und Rheydt Hauptbahnhof parallelen Trasse über die Bahnhöfe Rheydt-Mülfort und Rheydt-Geneicken die Bahnstrecke Mönchengladbach–Stolberg. Von dieser Strecke ist heute nur noch das Teilstück zwischen Mönchengladbach Hauptbahnhof und Rheydt-Geneicken erhalten, das für Güterverkehr genutzt wird.
Der ÖPNV in Rheydt wird abgesehen von der Eisenbahn hauptsächlich durch die Busse der NEW mobil und aktiv geleistet. Rheydt liegt als Stadtteil von Mönchengladbach im Tarifgebiet des Verkehrsverbund Rhein-Ruhr. Früher wurde der Nahverkehr in der Stadt von der Straßenbahn Rheydt (1881 bis 1959) beziehungsweise dem Oberleitungsbus Rheydt (1952 bis 1973) der Stadtwerke Rheydt gewährleistet.

## Veranstaltungen
Seit 2006 wird im Schloss Rheydt die Sommermusik Schloss Rheydt aufgeführt. Dabei treten im Zeitraum von einer Woche Musiker aus den Bereichen Klassik, Rock, Pop, Jazz, Swing und Beat auf. Vertreten sind sowohl lokale Gruppen aus Mönchengladbach als auch internationale bekannte Künstler. Im Jahr 2011 hat etwa Gilbert O’Sullivan dort seinen einzigen Auftritt in Nordrhein-Westfalen.
In Rheydt wird im Rahmen des Rheydter Blumenkorsos die Goldene Blume von Rheydt verliehen. Der Preis gilt als der älteste deutsche Umweltschutzpreis.

## Sport

Wappen des Rheydter SV

Einer der bekannten Vereine von Rheydt ist der Rheydter SV, auch Spö genannt. Im Jahr 1950 stieg die Fußballmannschaft unter der Regie von Spielertrainer Fritz Pliska in die Oberliga West auf, in der damaligen Zeit die höchste Spielklasse. Nach dem Abstieg 1952 folgte unter Trainer Hennes Weisweiler 1953 der direkte Wiederaufstieg, allerdings stieg man bereits ein Jahr später erneut in die Zweitklassigkeit ab. Im Jahr 1965 stieg die 1. Hockey-Mannschaft in die Oberliga auf. Der Rheydter SV trägt seine Spiele im Jahnstadion aus. Die Hockey-Herrenmannschaft spielte in der Hallensaison 2008/09 in der 2. Bundesliga West und in der Feldsaison 2008/09 in der 2. Bundesliga Nord.
Ebenfalls in Rheydt liegt das Grenzlandstadion, in dem die U23-Mannschaft von Borussia Mönchengladbach ihre Spiele austrägt.

## Sehenswürdigkeiten

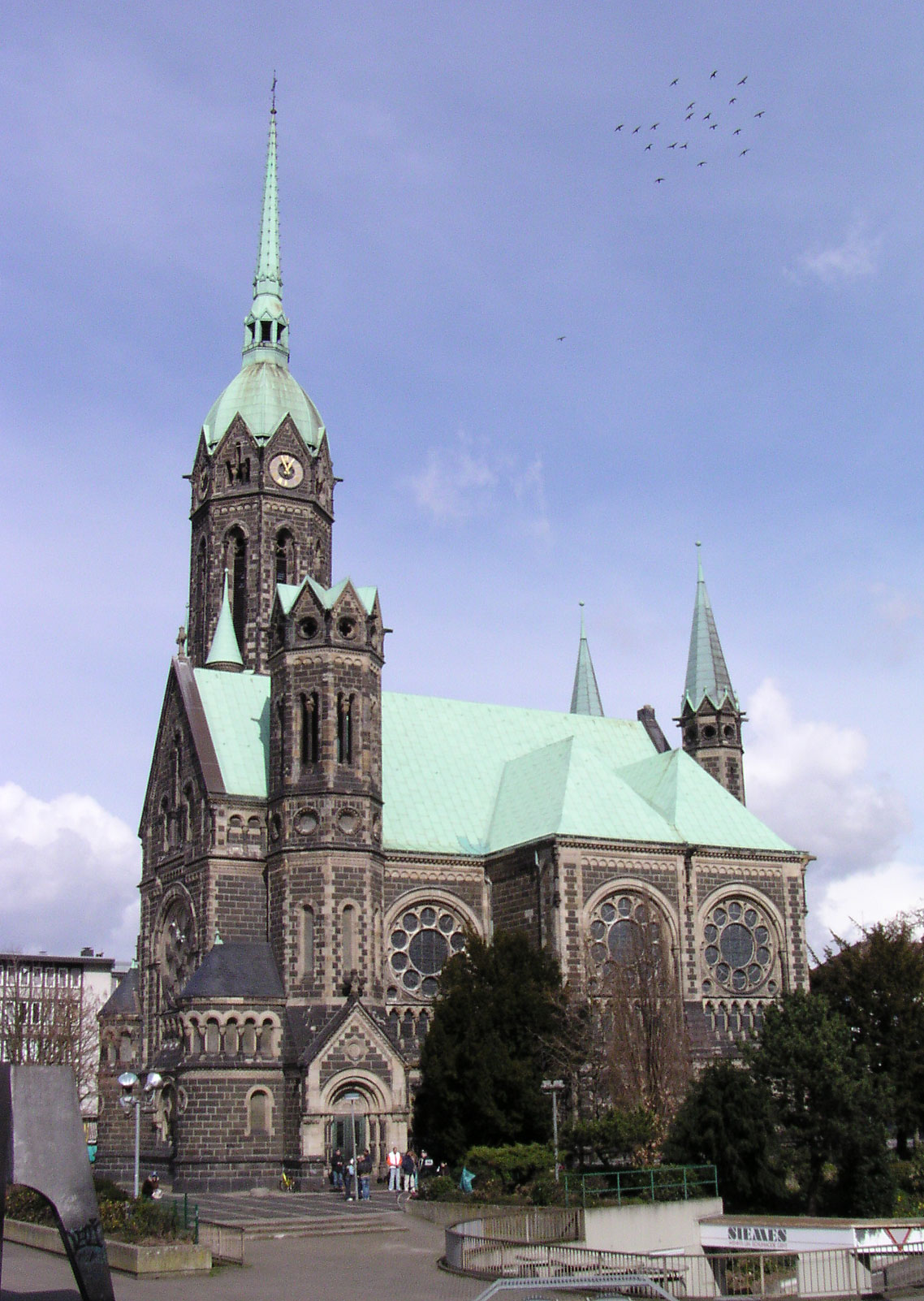
Evangelische Hauptkirche Rheydt mit dem Alufanten von Gerhard Wind (ganz links) vor der Neugestaltung des Marktplatzes

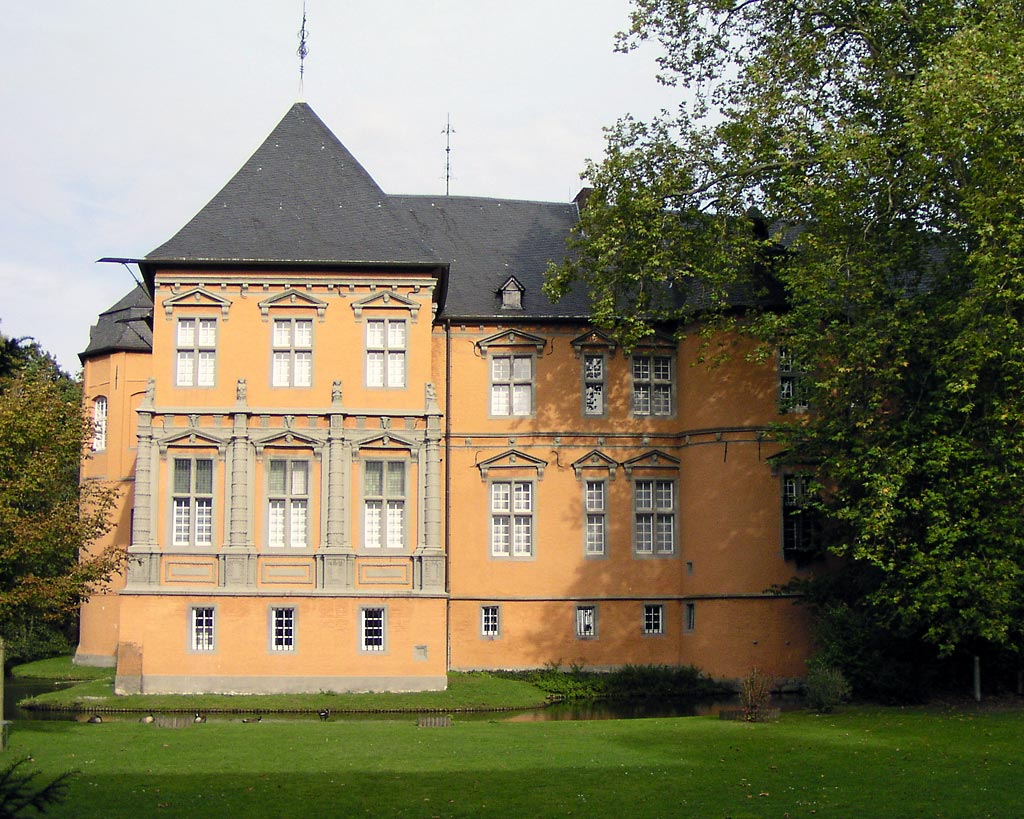
Schloss Rheydt

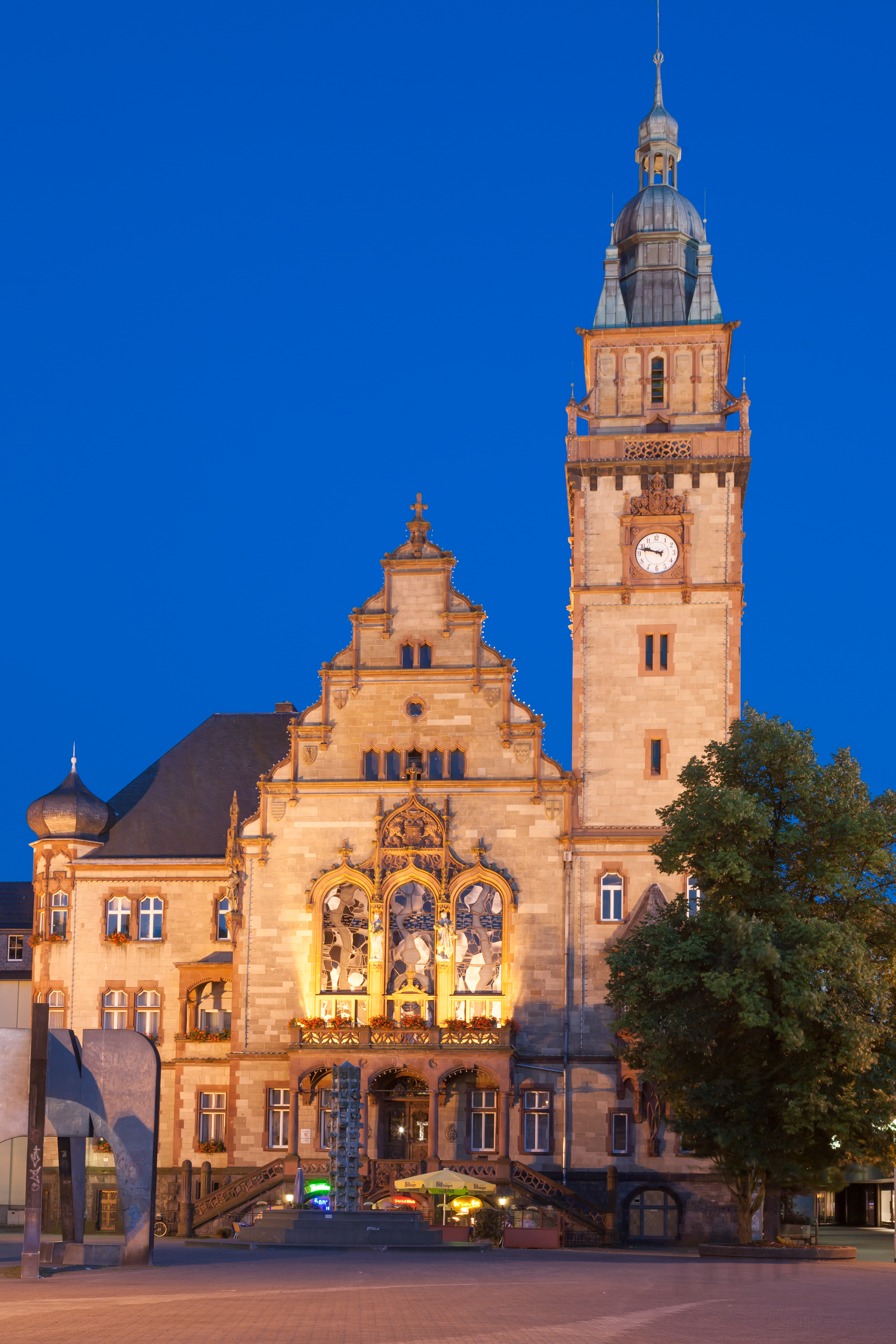
Rathaus Rheydt

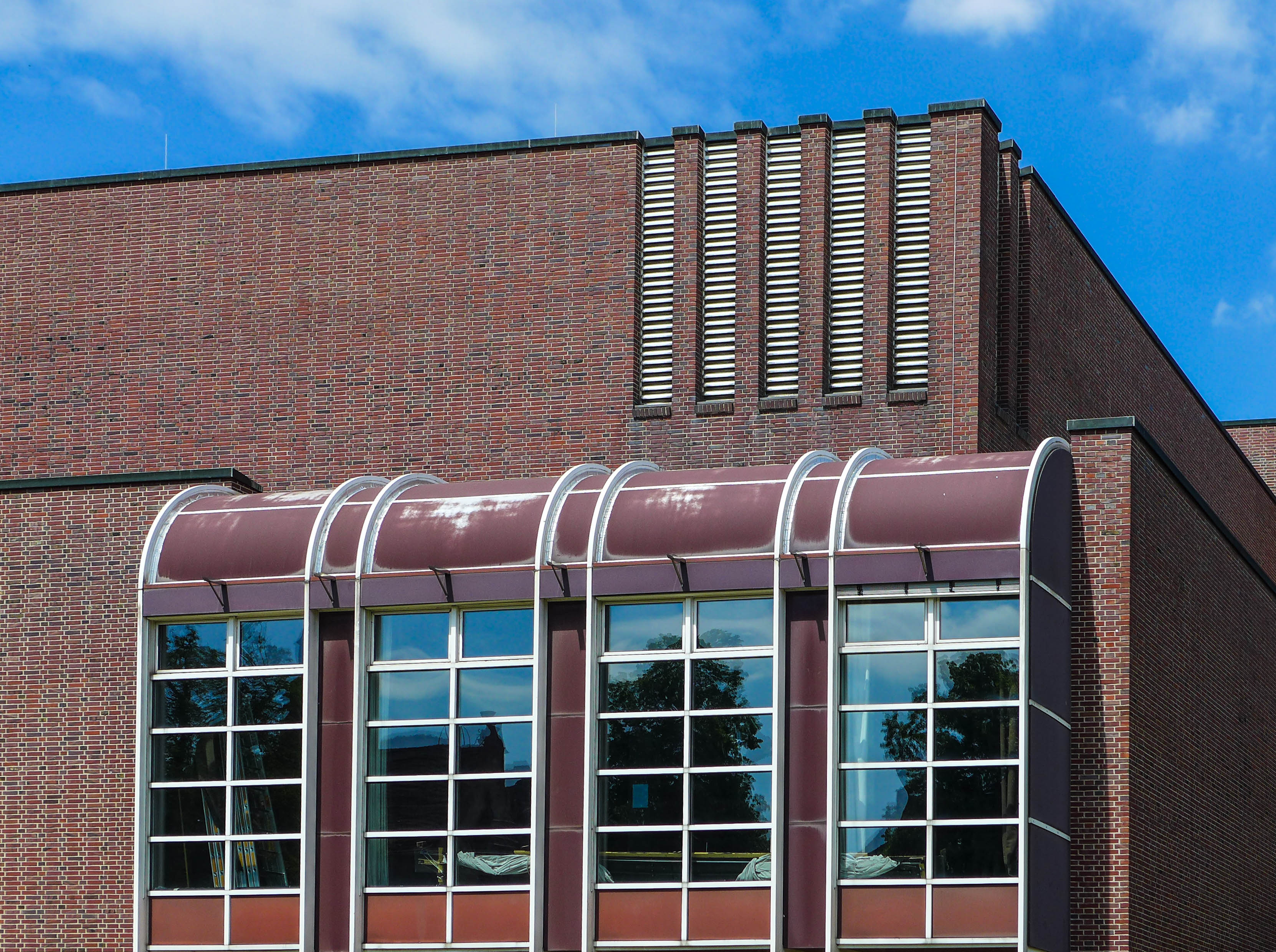
Theater Krefeld und Mönchengladbach – Standort Rheydt

- Bürgerhäuser an der heutigen Endepohlstraße, erbaut nach Entwürfen von Robert Neuhaus im ausgehenden 19. Jahrhundert
- Evangelische Friedenskirche (heute Wohnhaus), Rheydt-Geneicken, 1864–1866 erbaut nach Entwurf von Maximilian Nohl im Stil der Neugotik
- Evangelische Hauptkirche Rheydt, 1899–1902 erbaut nach Entwurf von Johannes Otzen im Stil der Neuromanik und im Inneren nach dem Wiesbadener Programm gestaltet; 1943/1944 durch Bombenangriffe beschädigt, 2004 Restaurierung des Innenraums mit weitgehender Wiederherstellung der 1962 entfernten Ausmalung mit Einflüssen des Jugendstils (Orgel von dem Orgelbauer Wilhelm Sauer aus Frankfurt an der Oder)
- Berufsschule, Mönchengladbach-Rheydt-Mülfort, 1938–1955 erbaut nach Entwurf von Emil Fahrenkamp
- Katholische Kirche St. Franziskus, Rheydt-Geneicken, 1932–1933 erbaut nach Entwurf von Dominikus Böhm
- Katholische Pfarrkirche St. Marien, 1853–1855 erbaut nach Entwurf von Vincenz Statz im Stil der Neugotik, nach dem Zweiten Weltkrieg Wiederaufbau und Umbau durch Alfons Leitl
- Pahlkebad, Mönchengladbach-Rheydt, 1969 erbaut, benannt nach Emil Pahlke (1889–1893 Oberbürgermeister von Rheydt), seit Januar 2008 wegen Sanierungsbedarf geschlossen, seit April 2008 unter Denkmalschutz, 2012 nach erfolgreicher Sanierung wiedereröffnet
- Rathaus Rheydt, 1894–1896 erbaut nach Entwurf von Robert Neuhaus im Stil der Neugotik
- Schloss Rheydt, Ursprünge im 12. Jahrhundert, Herrenhaus erbaut 1534–1572 nach Entwurf von Maximilian Pasqualini, während der NS-Zeit Umbau zum Gästehaus für Joseph Goebbels durch Emil Fahrenkamp
- Stadthalle Rheydt, 1928–1930 erbaut nach Entwurf von Stadtbaumeister Walter Fischer, Umbau 1982–1984 nach Plänen von HPP

## Spezialitäten

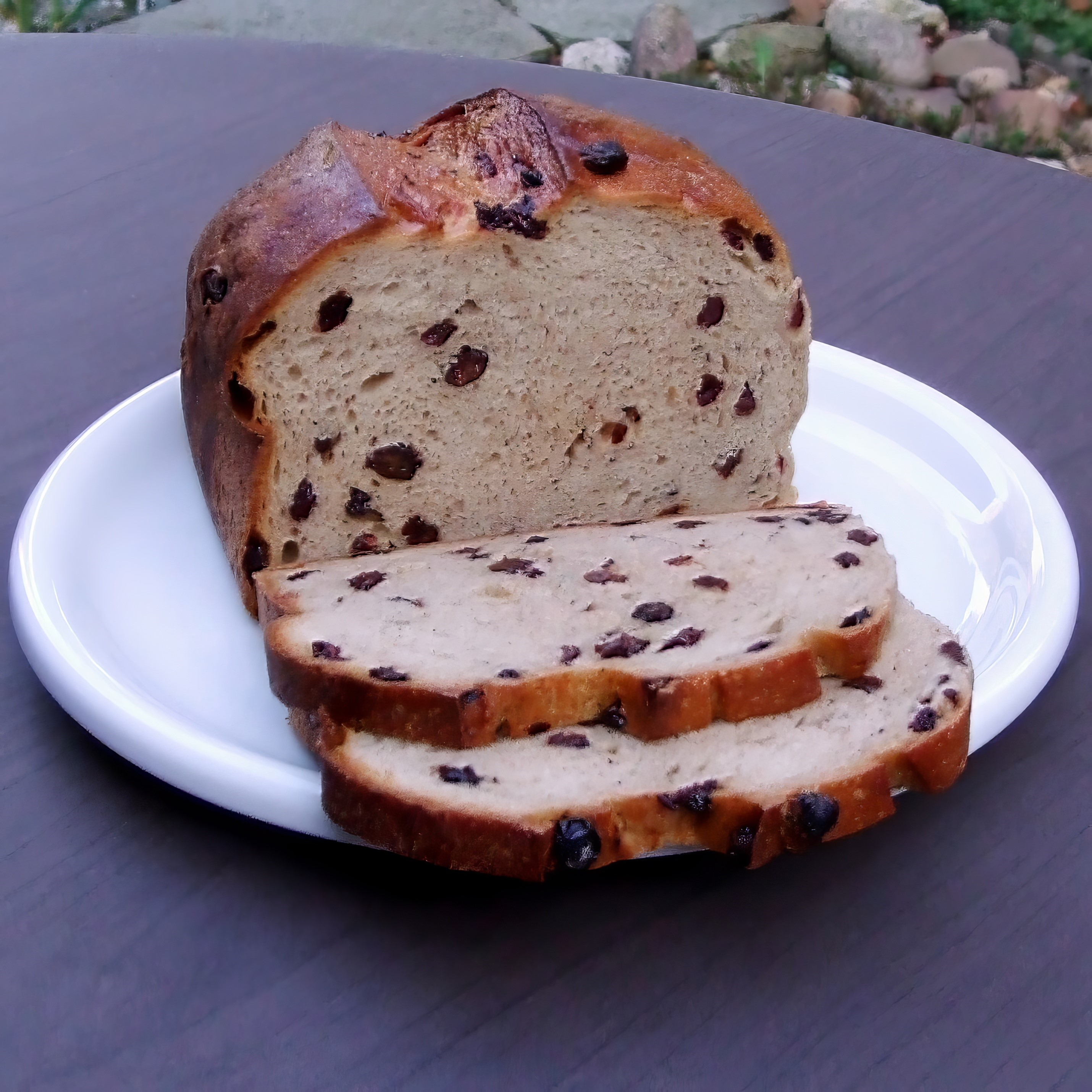
Onjeschwedde/Ongeschwedde

- Onjeschwedde oder Ongeschwedde ist ursprünglich eine Rheydter, aber auch Wickrather Brotspezialität, die man seit vielen Jahren auch in einem etwas erweiterten Umkreis bei diversen Traditionsbäckereien kaufen kann. Das Hefebrot aus frischem und somit noch „ungeschwitztem“ (onjeschwedde) Roggenmehl (ca. 40 %), versetzt mit Weizenmehl (ca. 60 %), Korinthen und Zimt, gibt es nur unmittelbar nach der Roggenernte zu kaufen, für etwa sechs Wochen zwischen Ende Juli und Ende September, je nach Witterung und Erntezeitpunkt.

## Persönlichkeiten
- Johann Wilhelm Preyer (* 19. Juli 1803; † 20. Februar 1889 in Düsseldorf), Künstler
- Louise Preyer (* 1805; † 1834 in Eschweiler), Künstlerin
- Ernst Lenßen (* 1837; † nach 1889), Chemiker
- Hugo Junkers (* 3. Februar 1859; † 3. Februar 1935 in Gauting), Unternehmer und Flugzeugkonstrukteur
- Hermann Hirsch (* 4. Juni 1861; † 1. März 1934 in Göttingen), Maler und Bildhauer
- Alexander Frenz (* 13. Oktober 1861; † 1941 in Düsseldorf), Maler der Moderne
- Klara Hechtenberg (* 30. Mai 1863; † 22. November 1944 in Baltimore, USA), deutsch-amerikanische Germanistin
- Ludwig Schmitz-Kallenberg (* 10. Juni 1867; † 22. April 1937 in Münster), Historiker, Hochschullehrer der Westfälischen Wilhelms-Universität sowie Direktor des Staatsarchivs Münster
- Hermann Wolf (* 22. Juli 1871; † 28. Juli 1953 in Niedernhausen), Landrat
- Viktor Achter (* 11. September 1874; † 30. Oktober 1957 in Mönchengladbach), Unternehmer und Verbandsfunktionär
- Ernst Jakob Christoffel (* 4. September 1876; † 23. April 1955 in Isfahan), Theologe und Gründer der Christoffel-Blindenmission
- Clara Grunwald (* 11. Juni 1877; † April 1943 in Auschwitz), Montessori-Pädagogin
- Otto Dilthey (* 19. Juli 1877; † 24. Oktober 1929 auf dem Rittergut Suzemin (Westpreußen)), Jurist, Landrat und Ministerialbeamter
- Leo Raape (* 14. Juni 1878; † 7. Dezember 1964 in Hamburg), Rechtsgelehrter
- Otto Beckers (* 7. Oktober 1879; † 29. Oktober 1944 in Bad Godesberg), preußischer Oberlehrer und bildungspolitischer Fachautor
- Wilhelm Momma (* 26. November 1880; † 23. Mai 1930 in Velbert), Schriftsteller
- Paul Berglar-Schröer (* 26. Februar 1884; † 12. September 1944 in Darmstadt), Schriftsteller
- Heinz-Eduard Menche (* 6. März 1886; † 25. Dezember 1961), Marineoffizier, Konteradmiral der Reichsmarine, zuletzt Einsatz im Zweiten Weltkrieg
- Robert Lenneberg (* 24. Juni 1887; † 1965 vermutlich in Rio de Janeiro), Mediziner, Geburtsort ist entweder Rheydt oder Attendorn
- Jens von Hagen (* 5. März 1888; † 7. April 1964 in Werneck), Opernsänger und Schauspieler
- Paul Aretz (* 1. April 1890; † 5. November 1949 in Bern), Verleger, Buchhändler und Autor
- Syrus Strathen (* 20. Februar 1892; † 7. Februar 1944), Steyler Missionar und Märtyrer
- Konrad Goebbels (* 8. August 1893; † 11. Juni 1949 in Erlenbach), Publizist
- Josef Arndgen (* 24. Februar 1894; † 20. September 1966 in Wiesbaden), Politiker (CDU)
- Werner Gilles (* 29. August 1894; † 23. Juni 1961 in Essen), Künstler
- August Bach (* 30. August 1897; † 23. März 1966 in Berlin), Journalist und CDU-Politiker in der DDR
- Joseph Goebbels (* 29. Oktober 1897; † 1. Mai 1945 in Berlin), Politiker (NSDAP), NS-Propagandaminister. Goebbels war bis 1994 Ehrenbürger der Stadt. Die Schülerzeitung „Here We Are“ des Gymnasiums Hückelhoven bewirkte 1994, dass ihm die Ehrenbürgerschaft im Nachhinein aberkannt wurde.
- August Rixen (* 1897; † 1984 in Düsseldorf), Maler
- Peter Erkens (* 24. Juli 1898; † 22. Oktober 1972 in Mönchengladbach), Politiker (CDU)
- Daisy Rittershaus (* 16. November 1901; † 11. Januar 1987 in Konstanz), Schriftstellerin, Künstlerin und Graphikerin
- Viktor Achter (* 8. Februar 1905; † 16. August 1981 in Mönchengladbach), Unternehmer, Jurist und Hochschullehrer
- Alfred Kamphausen (* 31. März 1906; † 11. November 1982 in Kiel), Kunsthistoriker und Museumsdirektor
- Artur Petzoldt (* 2. Juni 1908; † 1972), Präsident der Bundesbahndirektion Hamburg
- Otto Hartloff (* 25. Februar 1909; † 24. Februar 1977 in Kusel), Künstler
- Emil „Teddy“ Vorster (* 1910; † 1976), Inhaber/Geschäftsführer der Rheydter Seidenweberei C. C. Bang, Rennfahrer und Präsident des Deutschen Motorsport Verbands
- Liesel Frenkel (* 12. April 1915;  † 30. März 2018 in Düsseldorf), Überlebende der Schoah, autobiographische Zeitzeugin
- Johannes Botterweck (* 25. April 1917; † 15. April 1981 in Bonn), Theologe
- Heinz Sielmann (* 2. Juni 1917; † 6. Oktober 2006 in München), Tierfilmer
- Ruth Lommel (* 6. Mai 1918 in Breslau; † 22. Juni 2012 in Mönchengladbach), Schauspielerin; lebte als Ehefrau von Emil Vorster in Rheydt
- Hans Helmut Eßer (* 24. März 1921; † 13. Januar 2011 in Detmold), Professor für Reformierte Theologie, Moderator des Reformierten Bundes von 1973 bis 1982
- Ernst Wilhelm Handschumacher (* 30. November 1924; † 14. November 2014 auf Gut Reichenstein, Monschau), Rechtsanwalt, Bürgermeister von Meerbusch (1970–1979)
- Heinz Kremers (* 19. Oktober 1926; † 26. Mai 1988 in Moers), evangelischer Theologe
- Hermin Esser (* 1. April 1928; † 17. April 2009), Opernsänger
- Karl Heinz Beckurts (* 16. Mai 1930; † 9. Juli 1986 in Straßlach), Kernphysiker
- Alexander Arnz (* 25. August 1932; † 30. September 2004 in Köln), Fernsehregisseur
- Manfred Sachse (* 8. August 1935 in M.Gladbach), Schmied, Autor und anerkannter Experte für Damaststahl; lebte ab 1946 in Rheydt und restaurierte historische Waffen für das Museum Schloss Rheydt
- Uwe Erichsen (* 9. August 1936), Schriftsteller
- Meinhard Classen (* 12. August 1936; † 6. Oktober 2019), Mediziner (Gastroenterologie und Endoskopie)
- Hilmar Hoffer (* 14. November 1937; † 8. März 2024), Fußballspieler
- Hans Laumanns (* 30. Mai 1938), Landschaftsarchitekt (Ingenieur) und Städteplaner der niederländischen Stadt Almere
- Andreas Birkmann (* 14. August 1939), Politiker (CDU)
- Rolf Herings (* 10. Juli 1940; † 29. September 2017), Leichtathlet und Fußballtrainer
- Rolf Manneck (* 12. Januar 1941), Elektromechaniker und früherer Volkskammerabgeordneter
- Dieter Pauly (* 14. Februar 1942; † 13. Februar 2024), Erstliga-Fußballschiedsrichter
- Gerd Theißen (* 24. April 1943), Neutestamentler
- Klaus Stoll (* 24. Mai 1943), Kontrabassist und Hochschullehrer
- Peter H. Krammer (* 1946), Immunologe und Krebsforscher
- Jürgen Aretz (* 10. Februar 1946), ehemaliger Staatssekretär
- Kajo Breuer (* 19. Juli 1948), Kommunalpolitiker (Grüne) und ehemaliger kommissarischer Oberbürgermeister Saarbrückens
- Hildegard Wester (* 28. Dezember 1949), Politikerin (SPD)
- Günter vom Dorp (* 17. Oktober 1950 in Mönchengladbach), Hörfunk-Moderator und Autor
- Hans-Gerd Janßen (* 28. November 1950), katholischer Theologe
- Gabriele Schrey-Vasara (* 25. Oktober 1953), Übersetzerin aus dem Finnischen
- Nik Ebert (* 1954 in Kędzierzyn), Karikaturist; aufgewachsen in Rheydt
- Jürgen Nautz (* 29. Juni 1954), Wirtschaftshistoriker
- Peter Riemer (* 20. März 1955), Altphilologe
- Hans-Dieter Sues (* 13. Januar 1956), Wirbeltierpaläontologe
- Axel Breitung (* 21. August 1957), Musikproduzent
- Guido Müller (1957–2022), Historiker
- Volker Pispers (* 18. Januar 1958), Kabarettist und Autor
- Harald Zillikens (* 4. Juni 1959 in Rheydt-Odenkirchen), Kommunalpolitiker (CDU), Bürgermeister von Jüchen
- Tobias H. Strömer (* 1. Mai 1960), Rechtsanwalt und Autor
- Jürgen Wieshoff (* 1961), Journalist, Autor und Erfinder
- Bernd Mey (* 7. Mai 1961 in Lindau am Bodensee), Architekt; lebte bis zu seinem 18. Lebensjahr in Rheydt
- Peter Rütten (* 30. Juni 1962), Comedy-Autor und Schauspieler
- Ellen Lohr (* 12. April 1965 in Mönchengladbach), Rennfahrerin
- Svenja Pages (* 3. August 1966), Schauspielerin
- Heinz-Harald Frentzen (* 18. Mai 1967 in Mönchengladbach), Rennfahrer
- Bernd Kardorff (* 31. Dezember 1967), Mediziner und Buchautor
- Axel Ockenfels (* 9. Februar 1969), Wirtschaftswissenschaftler
- Gregor Schneider (* 5. April 1969), Künstler
- Mario Kaiser (* 8. April 1970), Journalist und Autor
- Michael Frömmel (* 12. September 1970), Ökonom und Professor
- Ansgar Heveling (* 3. Juli 1972), Politiker (CDU), MdB
- Shakuntala Banerjee (* 1973), Fernsehjournalistin und Reporterin
- Sonja Oberem (* 24. Februar 1973), Triathletin und Langstreckenläuferin
- Nick Heidfeld (* 10. Mai 1977), Rennfahrer
- Charlotte Roche (* 18. März 1978 in London), Fernsehmoderatorin; ehemalige Schülerin des Hugo-Junkers-Gymnasiums in Rheydt
- Summer Cem (* 11. April 1983, Cem Toraman), Rapper
- David Wallen (* 30. April 1983 in Mönchengladbach), ehemaliger American-Football-Spieler; aufgewachsen in Rheydt
- Marc-André ter Stegen (* 30. April 1992), Fußballspieler (Torhüter), aktuell beim FC Barcelona